# Павликени (община)
Павликени (болг. Община Павликени) — община в Болгарии. Входит в состав Великотырновской области. Население составляет 29 940 человек (на 21.07.05 г.).

## Состав общины
В состав общины входят следующие населённые пункты:
1. Батак
2. Бутово
3. Бяла-Черква
4. Вишовград
5. Вырбовка
6. Горна-Липница
7. Димча
8. Долна-Липница
9. Дыскот
10. Караисен
11. Лесичери
12. Михалци
13. Мусина
14. Недан
15. Павликени
16. Паскалевец
17. Патреш
18. Росица
19. Сломер
20. Стамболово